# Abadeh
Abadeh is een stad in de Iraanse provincie Fars. Abadeh is gelegen op een hoogte van 1890 meter in een vruchtbare vlakte op de weg tussen Isfahan en Shiraz. De bevolking is 59.241 (schatting 2007) en groeide met 45% tussen 1985 en 2005. De stad is de hoofdstad van de gelijknamige regio.
Het is de grootste stad het district Abadeh-Eghlid, dat beroemd is om zijn houtsnijwerk-werk, gemaakt van het hout van peer en buksboom. Ook sesamolie, castorolie, graan en diverse vruchten worden er ook geproduceerd.
Het gebied is beroemd om zijn Abadeh tapijten.

## Vervoer

### Wegen
Autoweg 65 passeert Abadeh. Weg 78 loopt van 25 km zuidelijk Abadeh van Yazd tot Yasuj. Een weg gaat uit Abadeh Ringweg to Soqad en Semirom, Weg 55.

### Spoorweg
Met de aanleg van een spoorweg van Isfahan tot Shiraz is in 2002 begonnen. Een week voor de Iraanse presidentsverkiezingen van 2009 reed om publicitaire redenen een trein voor Mahmoud Ahmadinejad, maar na de eerste trein werd het spoor buiten gebruik gesteld voor reparaties.

### Luchthaven
Het voornemen bestond om tijdens het presidentschap van Rafsanjani een luchthaven in Abadeh te bouwen. Alleen de  Shiraz-expresweg (فرودگاه ) naar de luchthaven is gerealiseerd.